# Atelopus andinus
Atelopus andinus is een kikker uit de familie padden (Bufonidae) en het geslacht klompvoetkikkers (Atelopus). De soort werd voor het eerst wetenschappelijk beschreven door Juan A. Rivero in 1968.
Atelopus andinus leeft in delen van Zuid-Amerika en komt endemisch voor in Peru. De kikker is bekend van een hoogte van 1000 tot 2000 meter boven zeeniveau. De soort komt in een relatief klein gebied voor en is kwetsbaar voor vervuiling. Door de internationale natuurbeschermingsorganisatie IUCN wordt de soort beschouwd als 'kritiek'.
Atelopus andinus is een bodembewoner. De eieren worden waarschijnlijk afgezet in beekjes.